# Bronzina

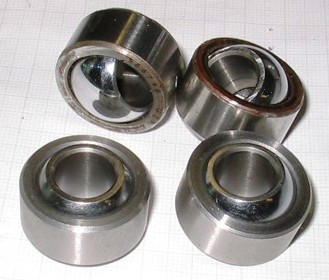
Bronzine oscillanti (snodo sferico) di due sospensioni "uniball"

La bronzina, anche detta cuscinetto a strisciamento o cuscinetto radente, è uno strumento meccanico atto a ridurre l'attrito di rotazione.
Essa è costituita da due elementi cilindrici coassiali, uno dei quali solidale con il corpo del supporto e l'altro con l'asse del corpo in movimento.

## Caratteristiche
Lo studio della tribologia applicata ai cuscinetti di questo tipo è stata formalizzata da Arnold Sommerfeld.
La caratteristica importante è che questi due componenti della bronzina siano in grado di resistere all'usura e che soprattutto permettano un ridotto attrito sulle superfici striscianti, in modo da potere avere una vita più lunga possibile.

Il nome deriva dal fatto che queste, soprattutto in passato, erano costruite prevalentemente con uno strato di bronzo che forniva un attrito radente minore rispetto ad altri materiali, risultando perfetto per tale scopo, mentre ora al loro interno hanno una sottile lamina di bronzo forellata, impregnata di teflon (boccola autolubrificante a secco).

## Altri nomi

Testina a snodo

Le bronzine o cuscinetti a strisciamento, a seconda della loro forma, possono assumere altri nomi. Tali forme rientrano nella classificazione delle bronzine oscillanti o cuscinetti a strisciamento oscillanti:
- cuscinetto a sfera o snodo sferico - si tratta di un cuscinetto a strisciamento che differisce dalla caratteristica base, per la possibilità di permettere d'assumere più posizioni all'asse dell'elemento interno della bronzina;
- testa a snodo - si tratta di un cuscinetto a strisciamento che differisce dal cuscinetto a sfera o snodo sferico per il fatto che l'elemento esterno ha la possibilità d'essere avvitato.

## Materiali
I materiali con cui vengono costruiti i cuscinetti di strisciamento appartengono alla categoria dei cosiddetti metalli bianchi (leghe a base di stagno, stagno e piombo, stagno e zinco).

In generale comunque i materiali con cui vengono costruiti i cuscinetti di strisciamento devono avere: 
- un basso coefficiente di attrito in modo da ridurre l'energia dissipata in calore e quindi ridurre la temperatura di esercizio del cuscinetto stesso;
- buona resistenza meccanica e durezza superficiale in modo che il consumo sia lento; la durezza però deve essere minore di quella dell'albero collegato per far sì che si usuri la bronzina e non l'albero (decisamente più costoso da sostituire);
- devono possedere un'ottima conducibilità termica per permettere al calore di defluire all'esterno;
- devono essere resistenti alla corrosione. Il supporto, l'albero e la bronzina infatti devono sempre essere immersi nel lubrificante e non è infrequente che si sviluppino radicali acidi che possono compromettere il corretto funzionamento del cuscinetto.
- Tutte queste caratteristiche inoltre devono essere poco influenzate dalla variazione di temperatura.

I metalli bianchi possiedono tutte queste caratteristiche eccetto la resistenza meccanica, per questo il cuscinetto viene in genere realizzato in due parti: quella a contatto con l'albero sarà realizzata in metallo bianco, l'altra verrà costruita invece con un materiale dotato di elevata resistenza meccanica.

## Motivo del suo utilizzo
Il motivo per cui si utilizza la bronzina è dato dal fatto che con la boccola (bussola) si aveva sempre, anche se in quantità minore, un'usura dell'organo supportato o della sede su cui poggia, invece utilizzando la bronzina, che è costituita da due componenti, si evita che tale organo supportato sia soggetto a usura, soprattutto quando il materiale di tale organo non sia particolarmente resistente ad usura.

## Accorgimenti
Per evitare il rischio che i perni si dispongano con inclinazione eccessiva (coppie portanti) o anche solo per consentire l'adattamento automatico alla direzione del carico (coppie di spinta), si adottano cuscinetti (bronzine) detti oscillanti aventi la parte interna della bronzina (che ruota sull'altro componente della bronzina stessa) caratterizzata da una superficie sferica, i quali possono perciò disporsi inclinati.

## Usi
La bronzina, oltre a essere un supporto di vari componenti in rotazione sul proprio asse, come:
- alberi motore
- teste di biella
- aste di rinvio della leva del cambio
- sospensioni motociclistiche
- Ventilatore per strumenti musicali aerofoni a mantice (Organo a canne e Armonium)

può inoltre essere utilizzata anche in un tipo di forcella motociclistica detta forcellone o senza steli, dove ha l'importante compito di garantire la rotazione della ruota a destra e sinistra.